# Trachselwald
Trachselwald är en ort och kommun i distriktet Emmental i kantonen Bern, Schweiz. Kommunen har 912 invånare (2023).
I kommunen finns också orten Heimisbach.